# Tiết kiệm thời gian ban ngày ở Ai Cập
Lịch sử tiết kiệm thời gian ban ngày ở Ai Cập rất phức tạp. Nó đã bị hủy bỏ trong cả năm 2015 và 2016, sau khi bị bãi bỏ và phục hồi nhiều lần.

## Lịch sử
Người Anh đầu tiên thiết lập thời gian mùa hè ở Ai Cập vào năm 1940, trong Thế chiến thứ hai. Việc thực hành đã bị dừng lại sau năm 1945, nhưng được nối lại 12 năm sau, vào năm 1957.
Trước cuộc cách mạng vào tháng 1 năm 2011, chính phủ đã lên kế hoạch đưa ra quyết định bãi bỏ thời gian mùa hè năm 2011 trước khi nhiệm kỳ của Tổng thống Hosni Mubarak hết hạn vào tháng 9 năm 2011. Chính phủ chuyển tiếp đã làm như vậy vào ngày 20 tháng 4 năm 2011
Với lý do thời gian tiết kiệm ánh sáng ban ngày sẽ tiết kiệm năng lượng, chính phủ Ai Cập đã quyết định vào ngày 7 tháng 5 năm 2014 để khôi phục thời gian mùa hè với một ngoại lệ cho tháng chay Ramadan. Vào tháng 4 năm sau, một cuộc thăm dò đã được tổ chức về việc có nên áp dụng thời gian mùa hè hay không. Sau kết quả, chính phủ đã quyết định tạm thời hủy bỏ thời gian mùa hè vào ngày 20 tháng 4, để sửa đổi luật pháp cần thiết và yêu cầu các bộ trưởng nghiên cứu để xác định xác suất áp dụng DST trong những năm tới hay không. Bộ điện đảm bảo rằng việc tiết kiệm điện đạt được từ việc áp dụng thời gian mùa hè không có bất kỳ ảnh hưởng hữu hình nào. Thời gian mùa hè dự kiến sẽ trở lại vào năm 2016, bắt đầu từ ngày 8 tháng 7 (sau tháng Ramadan), nhưng vào ngày 5 tháng 7, nó đã quyết định hủy bỏ nó một lần nữa.

## Ngày và giờ
Khi được sử dụng, Ai Cập quan sát thời gian mùa hè giữa thứ Sáu cuối cùng của tháng Tư và thứ Năm cuối cùng vào tháng Chín. Đồng hồ được thay đổi từ UTC +2 thành UTC +3. Sự thay đổi xảy ra một giây sau 23:59:59 ngày thứ Năm để trở thành 1:00:00 vào thứ Sáu cuối cùng của tháng Tư, rút ngắn ngày xuống còn 23 giờ. Thời gian mùa hè kết thúc một giây sau 23:59:59 để trở thành 23:00:00 vào thứ Năm cuối cùng của tháng 9 kéo dài ngày thành 25 giờ. Ngày không thay đổi một giây sau khi 23:59:59 đầu tiên xảy ra; cho tất cả các mục đích thực tế, nửa đêm không xảy ra cho đến sau 23:59:59 thứ hai.

### Ramadan
Các âm lịch được sử dụng bởi đạo Hồi là khoảng mười ngày ngắn hơn năm dương lịch, vì vậy tháng nó chuyển mỗi năm so với các mùa. Để tránh có những ngày dài hơn trong tháng ăn chay, Ramadan, các trường hợp ngoại lệ đã được thực hiện theo lịch trình DST khi hai bên trùng nhau. Bắt đầu từ năm 2006, kết thúc thời gian mùa hè đã diễn ra vào thứ năm trước khi bắt đầu tháng Ramadan. Điều này tiếp tục cho đến năm 2010, khi Ramadan hoàn toàn nằm trong "mùa hè". Kể từ đó, thời gian mùa hè thực sự được chia thành hai giai đoạn: một trước Ramadan và một sau.